# Höhenfelder See
Der Höhenfelder See ist ein etwa 20 Hektar großer Baggersee einer ehemaligen Kiesgrube im rechtsrheinischen Gebiet der nordrhein-westfälischen Stadt Köln. Er ist nach dem Ortsteil Höhenfeld des Stadtteils Höhenhaus benannt.

## Lage
Der See befindet sich in der Kölner Gemarkung Wichheim-Schweinheim in einem Waldgebiet im Stadtteil Dellbrück nahe den Grenzen zu Dünnwald und Höhenhaus. Er liegt im Landschaftsschutzgebiet Dellbrücker Wald, vorgelagerte Freiräume und verbindende Grünbereiche, das noch weitere Bereiche umfasst. Etwas südlich des Sees schließt das Naturschutzgebiet Dellbrücker Heide an.

## Nutzung
Die Umgebung des Sees wird intensiv zur Naherholung genutzt. Für den See selbst gilt seit seiner Rekultivierung ein Badeverbot. Unter anderem wegen ausgeprägter Temperaturunterschiede – der See hat sowohl flache als auch ca. 15 m tiefe Stellen – ist das Schwimmen in ihm lebensgefährlich und verboten.
2007 erwog die Stadt Köln, den See als unbeaufsichtigten Badesee einzurichten.
Dieser Vorschlag wurde jedoch von der Bezirksvertretung Mülheim am 18. Februar 2008 unter Verweis auf seine Lage im Landschaftsschutzgebiet abgelehnt.

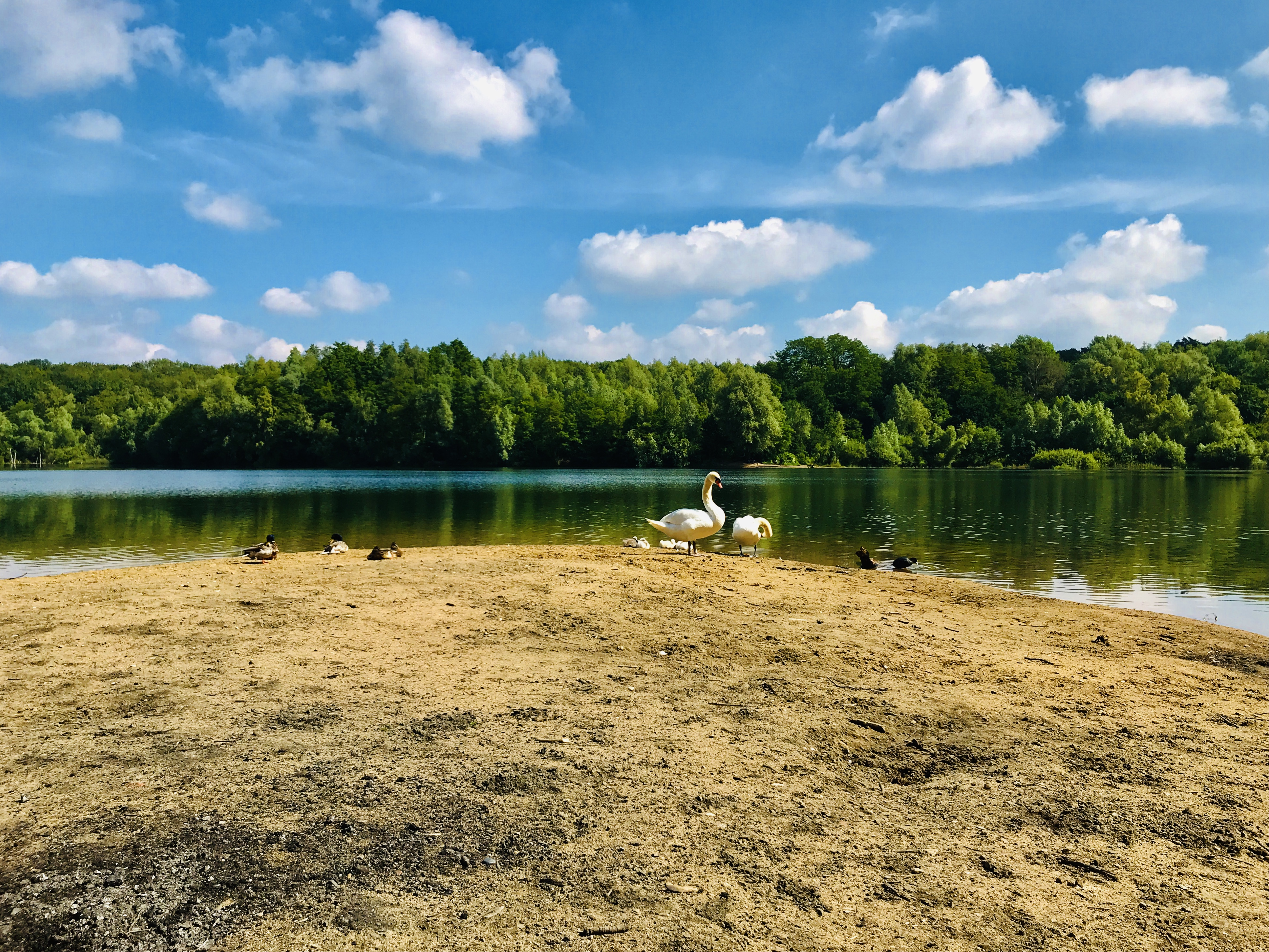
Ufer des Höhenfelder See (2022)

Als Angelgewässer ist der Höhenfelder See vom Angelsportverein der Berufsfeuerwehr Köln gepachtet. Der See weist einen Fischbestand auf, der aus Hechten, Barschen, Forellen, Welsen, Aalen, Karpfen und anderen Weißfischen besteht.